# Ателета
Ателета (італ. Ateleta) — муніципалітет в Італії, у регіоні Абруццо,  провінція Л'Аквіла.
Ателета розташована на відстані близько 145 км на схід від Рима, 90 км на південний схід від Л'Акуїли.
Населення — 1197 осіб (2014).
Щорічний фестиваль відбувається 5 квітня. Покровитель — San Vincenzo Ferreri.

## Демографія
Населення за роками:

Станом на 1 січня 2023 року в муніципалітеті офіційно проживали 22 іноземці з 8 країн, серед них 14 громадян країн Євросоюзу та 1 громадянин України.

## Сусідні муніципалітети
- Кастель-дель-Джудіче
- Гамберале
- Палена
- Пескокостанцо
- Роккаразо
- Сан-П'єтро-Авеллана